# Níjnie Khalbi
Níjnie Khalbi (en rus: Нижние Халбы) és un poble del krai de Khabàrovsk, a Rússia, que el 2012 tenia 325 habitants. Pertany al districte rural de Komsomolsk na Amure.